# Leggi fondamentali ponderali
Le leggi fondamentali ponderali sono delle leggi classiche della chimica che si riferiscono agli aspetti quantitativi delle masse delle sostanze che si combinano nelle reazioni chimiche, per cui vengono semplicemente definite leggi ponderali (dal latino pondus: peso). 
Formulate tra la fine del XVIII e gli inizi del XIX secolo sono il frutto dell'applicazione del metodo scientifico basato sulla misura delle quantità, cioè dei pesi delle sostanze che entrano in reazione tra loro.
Le leggi (in ordine cronologico) sono:
- Legge della conservazione della massa di Antoine Lavoisier (1789) dimostra che: la massa dei reagenti è sempre uguale alla massa dei prodotti di reazione in un sistema chiuso, ovvero in una reazione chimica la massa si conserva. Celebre questo nella sua frase, poi ripresa da Einstein: Nulla si crea, nulla si distrugge, ma tutto si trasforma.
- Legge delle proporzioni definite di Joseph Proust (1799) enuncia che: quando due o più elementi formano un composto,  le quantità che reagiscono sono in rapporto definito e costante.
- Legge delle proporzioni multiple di John Dalton (1804) secondo la quale: quando due elementi formano più di un composto, le masse dell'uno che reagiscono con la stessa massa dell'altro stanno tra loro secondo rapporti esprimibili attraverso numeri piccoli e interi.

Inoltre Dalton formulò altre 4 teorie:
- Un atomo è indivisibile e indistruttibile.
- Tutti gli atomi di una stessa materia sono uguali.
- Gli atomi di uno stesso elemento non possono essere trasformati in un altro elemento.
- Gli atomi di un elemento si combinano con atomi di altri elementi mediante una reazione chimica.

Oggi sappiamo invece che un atomo è divisibile dal punto fisico, anche se la stessa parola (dal greco átomos) significa non divisibile. Dal punto di vista chimico rimane invece il costituente ultimo di un elemento.